# 吉海妍
吉海妍（韓語：길해연，1964年4月11日—），或譯吉海連、吉海蓮，韓國女演員。2023年8月，被韩国东洋大学聘为客座教授。

## 演藝經歷
2002年以前，吉海妍一直擔任小學生們的戲劇藝術學院的講師，2003年才作為演員正式出道。
吉海妍出演的角色多數為主人公的母親或配角，也經常扮演巫婆或修女的角色。2018年在JTBC電視劇《經常請吃飯的漂亮姐姐》中飾演女主人公尹珍雅（孫藝珍飾）的母親，展現了俗氣演技的頂峰。雖然在這部作品中成為了國民討厭的俗氣母親，但在之後出演的MBC電視劇《春夜》飾演的是撫慰三個女兒的善良母親。
吉海妍是安畔錫PD常用的演員陣容之一，共出演了《妻子的資格》、《密會》、《聽到傳聞》、《經常請吃飯的漂亮姐姐》、《春夜》、《毕业》等六部作品。

## 演出作品

### 電視劇
- 2012年：JTBC《妻子的資格》飾演 夏仙珍
- 2013年：JTBC《世界的盡頭》飾演 鄭尚順
- 2014年：SBS《異鄉人醫生》飾演 秀賢的母親
- 2015年：KBS Drama《Miss Mammamia》飾演 馬女士
- 2015年：SBS《聽到傳聞》飾演 梁才花
- 2015年：KBS《Assembly》飾演 千蘆心
- 2015年：KBS《無理的前進》飾演 李室長
- 2015年：E Channel《Riders：抓住明日》飾演 裴美善
- 2016年：SBS《Puck》飾演 江畢的母親
- 2016年：KBS《Baby Sitter》飾演 尚元的母親
- 2016年：MBC《Goodbye Mr. Black》飾演 洪仁子
- 2016年：MBC《工作媽媽，育兒爸爸》飾演 李海順
- 2016年：KBS《Oh My 錦朏》飾演 金榮智
- 2017年：KBS《赤身的消防員》飾演 正淑
- 2017年：tvN《世上最美麗的離別》飾演 尹博士
- 2018年：JTBC《經常請吃飯的漂亮姐姐》飾演 金美妍
- 2018年：KBS《白晝之戀（朝鲜语：너무 한낮의 연애）》飾演 李畢龍的母親（特別出演）
- 2018年：tvN《男朋友》飾演 李老師
- 2019年：KBS《各位國民》飾演 金京愛
- 2019年：MBC《春夜》飾演 申馨善
- 2019年：tvN《請融化我吧》飾演 美蘭母親
- 2020年：Channel A《怪咖！文主廚》飾演 張善英
- 2020年：MBC《那個男人的記憶法》飾演 徐美賢
- 2021年：JTBC《怪物》飾演 都海媛
- 2021年：JTBC《Law School》飾演 吳政熙
- 2021年：tvN《Voice4》飾演 甘鍾淑
- 2021年：Wavve《You Raise Me Up》飾演 都勇植的媽媽
- 2021年：Netflix《寧靜海》飾演 崔局長
- 2022年：JTBC《Cleaning Up》飾演 毛蘭
- 2022年：KBS《說出你的願望》飾演 崔德子
- 2022年：tvN《精神教練諸葛吉》飾演 沈福子
- 2022年：Disney+《爭鋒相辯》飾演 貴東的母親（特別出演）
- 2022年：SBS《Trolley：命運交叉點》飾演 李宥信
- 2023年：ENA《能成為陌生人嗎》飾演 洪如來
- 2023年：Wavve《朴河京旅行记》
- 2023年：ENA《惡人傳記》飾演 李惠子
- 2024年：MBC《美好世界》飾演 鄭明熙
- 2024年：tvN《畢業》飾演 金孝任
- 2025年：SBS《鬼宮》飾演 努德
- 2025年：JTBC《協商的技術》飾演 郭敏貞的媽媽
- 2025年：tvN《牽牛和仙女》飾演 吳玉順
- 2025年：Netflix《槍口彼端》飾演 吳京淑

### 電影
- 2005年：《麻婆島之花》
- 2006年：《格鬥的技術》
- 2007年：《麻婆島之花2》
- 2007年：《七日綁票令（朝鲜语：세븐 데이즈 (2007년 영화)）》飾演 醫院院長
- 2008年：《寶貝與我》
- 2009年：《綠頭蒼蠅》
- 2009年：《清潭菩薩》
- 2011年：《我爱你（朝鲜语：그대를 사랑합니다 (영화)）》飾演 張君奉兒媳
- 2011年：《危險的相見禮》
- 2012年：《不要哭,媽咪》
- 2013年：《冥王星》
- 2013年：《如果你是我6》
- 2014年：《Cart》
- 2015年：《地獄奶奶》
- 2015年：《In Her Place》
- 2016年：《來見我》
- 2016年：《Missing：消失的女人》
- 2017年：《殺人者的記憶法》飾演 玛丽亚（特別出演）
- 2018年：《我們與愛的距離》飾演 英智的媽媽
- 2019年：《伴侶（朝鲜语：메이트 (영화)）》飾演 錦熙
- 2019年：《我的特級兄弟》飾演 貞順
- 2019年：《吾王長存：木浦英雄》飾演 春澤的母親（特別出演）
- 2021年：《午夜》飾演 京美的母親
- 2023年：《虽然只是弄丢了手机》饰演 在妍（特别出演）
- 2023年：《你和我》饰演 狗主人
- 2023年：《秘密》饰演 海妍
- 2024年：《海豚》[註 1][3]
- 待定：《MIST》[4]

### 舞台劇
- 2004年：《綠野仙蹤》飾演 多拉斯特朗
- 2005年：《Getting Out》
- 2006年：《麥克白，The Show》飾演 Lady McBed
- 2007年：《魚慶典》飾演 媽媽
- 2008年：《爲你而活》飾演 曲女
- 2008年：《夢中的夢》飾演 寶熙
- 2008年：《沉香》
- 2008年：《剩房》飾演 順萊
- 2008年：《承租人》
- 2008年：《人類的時間》飾演 朴泰京
- 2009年：《尊敬的艾琳娜老師》飾演 艾琳娜·謝爾蓋耶芙娜
- 2009年：《氧氣》飾演 普里斯托利夫人/羅森維斯克
- 2009年：《姐姐們》飾演 大女兒
- 2010年：《33個變奏曲》飾演 格特魯特
- 2010年：《愛情來了》飾演 妻子
- 2011年：《道나日》飾演 慶珠
- 2012年：《想見你父母》飾演 南潤貞母親
- 2013年：《債權人》飾演 Tecla
- 2013年：《偷戰場的女人們》飾演 梅子
- 2014年：《春逝》
- 2014年：《影子孩子》飾演 媽媽
- 2014年：《偉大的遺產》飾演 Habisham
- 2018-2019年：《Misery》
- 2022年：《哈姆雷特》
- 2022年：《Misery》

## 獲獎
- 2002年：首爾公演藝術節 演技獎
- 2011年：第47屆東亞戲劇獎 演技獎
- 2011年：第16屆史書戲劇獎 年度戲劇人獎
- 2016年：第3屆野花電影獎 配角獎（《In Her Place》）

## 外部連結
- 吉海妍的Facebook專頁
- 吉海妍在NAVER上的资料
- 吉海妍在Daum上的资料